# Strife with Father
Pour plus de détails, voir Fiche technique et Distribution.
Strife with Father est un court métrage d'animation américain de la série Merrie Melodies, réalisé par Robert McKimson et produit par la Warner Bros. Cartoons, sorti en 1950. Il met en scène Beaky Buzzard. 